# Provincia de Huacaybamba
La provincia de Huacaybamba es una de las once que conforman el departamento de Huánuco en el centro del Perú. El cañón del torrentoso río Marañón separa la provincia del departamento de Áncash por el oeste. Limita con la provincia de Marañón por el norte, con la provincia de Leoncio Prado por el este y con la provincia de Huamalíes por el sur. Su extensión territorial es de 1743,70 km², representando el 4,73 % de la superficie total del departamento de Huánuco.
Desde el punto de vista jerárquico de la Iglesia católica, forma parte de la diócesis de Huari, sufragánea de la arquidiócesis de Trujillo.

## Toponimia
Según la lingüística del quechua Q.I. o Waywash, Huacaybamba denota planicie de gemido, proviniendo de dos vocablos del quechua norteño waqay = llanto, gemido y panpa= llanura, planicie. También pudiera derivarse de Wakayuq panpa, llanura de la deidad local.

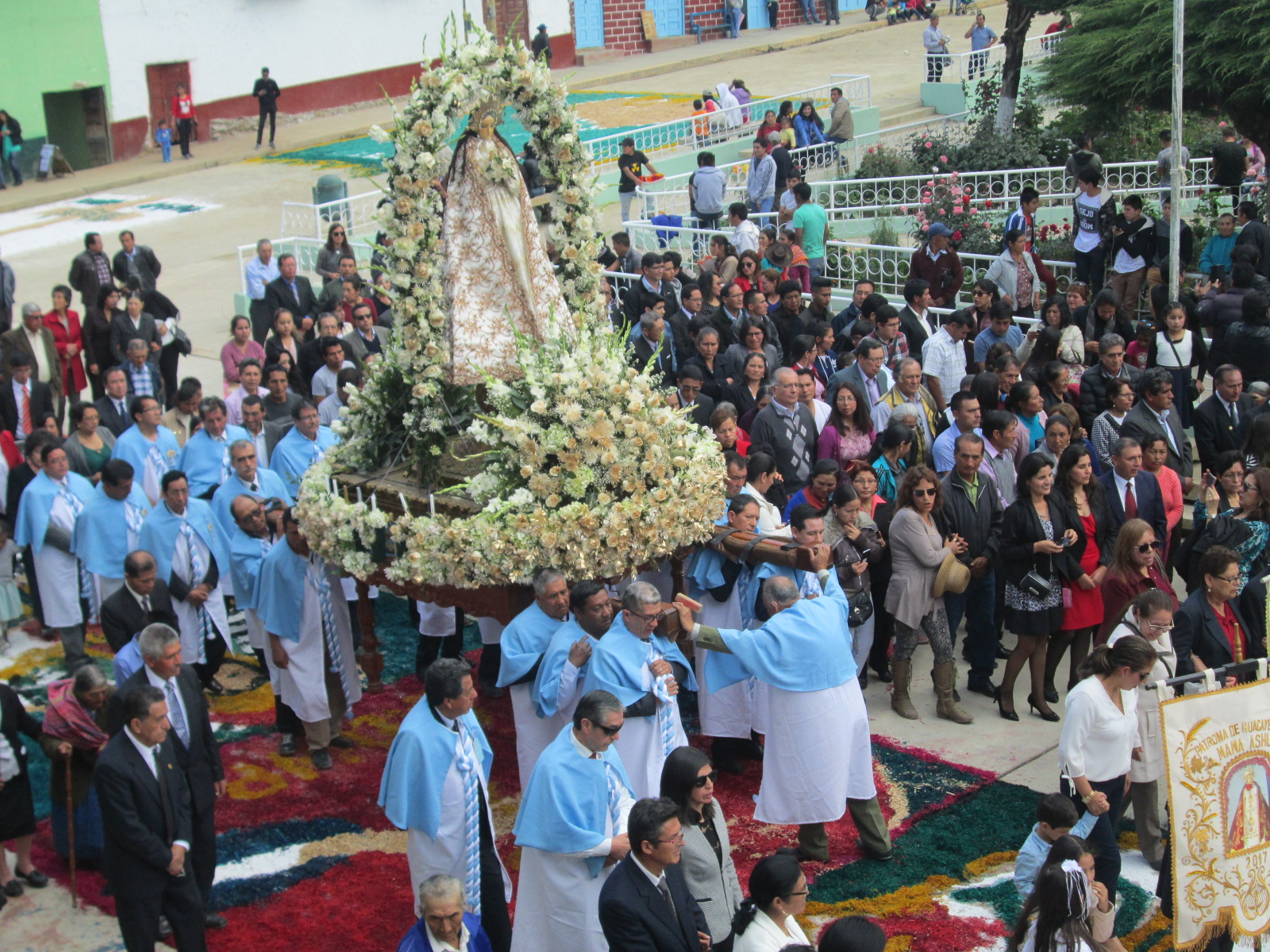
Virgen de la Asunción, patrona de la provincia de Huacaybamba, fiesta que se celebra el 15 de agosto.

## Historia
En el documento oficial Relación del Virrey Martín Enríquez de Almansa, 1583, San Pedro de Guacaybamba es pueblo que, con San Antonio de Mancha, en el Corregimiento de Huamalíes, formaban el Repartimiento de Mancha, encomendado a don Juan Manuel de Saavedra. En 1586 y 1593, años en que lo visitan al arzobispo Mogrovejo, San Pedro de Huacaybamba era cabeza de Parroquia, con sus anexos: Cochabamba, Yumba, Santiago de Asa, Colca y Lurigancha. En la descripción del Arzobispado de Lima de Cosme Bueno, 1766, el «Curato de Huacaybamba, provincia de Huamalíes, tenía los anexos de Rundubamba y Huarigancha» (VARALLANOS.1959:47).
Es bien sabido que los primeros hombres llegaron al suelo andino hace más o menos unos 20 000 años a. C., luego se fueron expandiendo a lo largo y ancho del suelo referido. En la época preincaica, mucho más antes que los incas gobernasen, en estas tierras ha habido diversas poblaciones que han creado interesantes manifestaciones culturales. En el siglo XVI, esta región fue habitada por varias tribus, como los antas, paucaricras, callanes y orejones, conformaban la nación de los huacrachucos, cuyos vestigios existen hasta la fecha. En la Relación del Virrey Martín Enríquez de Almansa, en 1583, encuentran San Pedro de Guacaybamba, que con San Antonio de Mancha (encomienda de Juan Manuel de Saavedra). Así entre 1586, en el dominio español del VIII virrey García Hurtado de Mendoza y Manrique, años en que los visitó Toribio de Mogrovejo, San Pedro de Guacaybamba era cabeza de la Parroquia (7.º curato) con sus anexos: Yumba, Acobamba, Lurigancha, Santiago de Asa, San Francisco de Rondobamba y San Cristóbal de Colca. Huacaybamba ocupaba el séptimo lugar entre las parroquias de Huamalíes en 1741, con dos anexos: Rundubamba y Huarigancha. Ya en 1788, El caudillaje español del XXXIII Virrey Agustín de Jáuregu y Aldecoa, en una disputa de tierras confirma la existencia de los centros poblados de Huacaybamba, Rondobamba y Acobamba.
Huacaybamba como integrante del corregimiento de Huamalíes ha sufrido los siguientes cambios y promociones políticas: por ley de 4 de noviembre de 1823, el Congreso constituyente dicta una ley uniendo a los departamentos de Tarma y Huaylas en un solo departamento. En la unión de ocho provincias, estaba la de Huamalíes, a cuya jurisdicción pertenecía Huacaybamba. Por el decreto del Consejo de Gobierno del 13 de septiembre de 1825, el departamento de Huánuco cambia de nombre por Junín en homenaje a la batalla liberada en 1824 en las Pampas de Junín. Por decreto del 10 de octubre de 1836, el departamento de Junín se divide en dos: Junín y Huaylas, en la época del supremo protector Andrés de Santa Cruz. El 2 de enero de 1857, Huacaybamba asciende a la categoría de distrito, en la provincia de Huamalíes, en el gobierno del presidente Ramón Castilla. El 24 de enero de 1869, se promulga la ley que crea el Departamento Fluvial de Huánuco con su capital Huánuco, dictado por el presidente José Balta y la provincia de Huamalíes se desprende del departamento de Junín y pasa a pertenecer al nuevo departamento.
En la demarcación de 1900, a Huacaybamba se le señaló los siguientes anexos: Rondobamba, Quicharagra, Caján, Pinra, Huayao, Huayotuna, Pacrao, Huaracillo, Umbe, Canchabamba, Pachachín, Huayotuna y Ninabamba; aunque esta distribución lo encontramos en el auto ejecutorio de la creación de la diócesis de Huánuco el 24 de abril de 1867, por el arzobispo Goyoneche (presidente Juan Antonio Pezet). Por Ley n.º 1595, de 21 de octubre de 1912, se creó la provincia de Marañón, con sus distritos: Huacaybamba, Pinra, Huacrachuco y Cholón, con su capital Caján, separándose de Huamalíes (gobierno de Guillermo Billinghurst Angulo). Por Ley Regional n.º 524, de 12 de septiembre de 1921, Huacaybamba fue elevado a la categoría de Villa (gobierno de Augusto B. Leguía). La antigua pileta de la plaza de Huacaybamba fue mandada a construir por el alcalde don Tomás Reyes Robles, regidores municipales los profesores Ciro Solís Espinoza y Gustavo Reyes Vidal, y el gobernador del distrito, don Flavio Valverde Flores.
El 20 de julio de 1975, todas las autoridades y ciudadanos de los distritos de Pinra y Huacaybamba reunidos en cabildo abierto en la plaza de armas del distrito de Huacaybamba, ante la desafortunada idea de la política anexionista propiciada por algunos de sus ciudadanos de poca visión política anexionista y comprendiendo que sus grandes recursos naturales su unidad geopolítica su ubicación geográfica muy estratégica por ser ceja de selva y al mismo tiempo muy distante de polos de desarrollo acordaron gestionar ante las autoridades la creación de la provincia de Huacaybamba integrados por ambos distritos para cuyo efecto nombraron una comisión presidida por el profesor Dictinio Campos Mallqui, comité que, no obstante la inmensidad del reto desplegando un permanente y coordinado esfuerzo, ha podido convertir en realidad la aspiración del pueblo, logrando la creación de la provincia de Huacaybamba en el departamento de Huánuco. El Congreso de la República promulga la Ley n.º 24340, del 7 de noviembre de 1985, Huacaybamba fue elevado a la categoría de provincia con sus cuatro distritos: Huacaybamba, Canchabamba, Cochabamba y Pinra (gobierno del presidente Alan Gabriel García Pérez). La población total de la provincia, según la proyección de 2002, es de 20 973 habitantes.

## Símbolos
La provincia de Huacaybamba solo cuenta con bandera y escudo 
El 3 de octubre de 1998, el área de Desarrollo Educativo Huacaybamba, a cargo del coordinador Walker Asencios Villanueva, organizó el concurso público para el desarrollo del escudo, bandera e himno de la provincia, teniendo como ganador al doctor Enrique Guerrero Centurión.

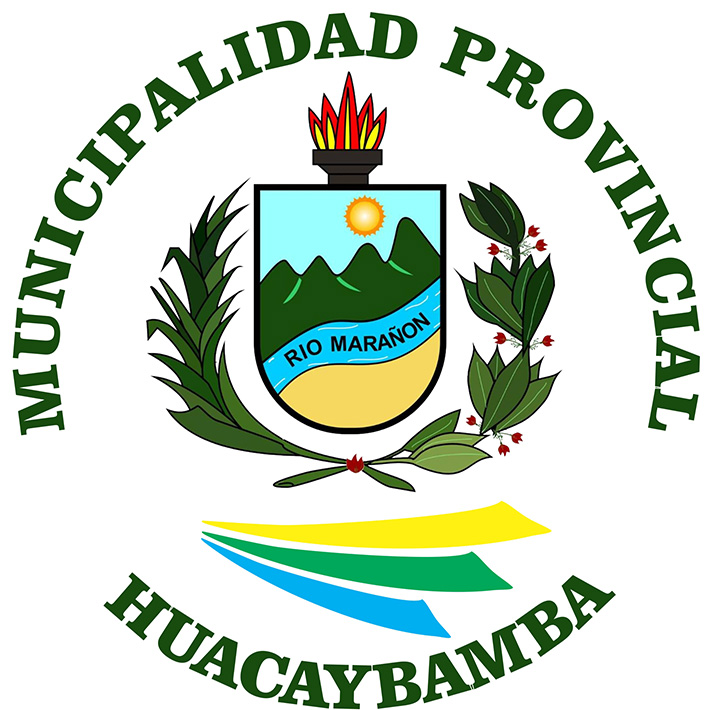
Escudo de la provincia de Huacaybamba

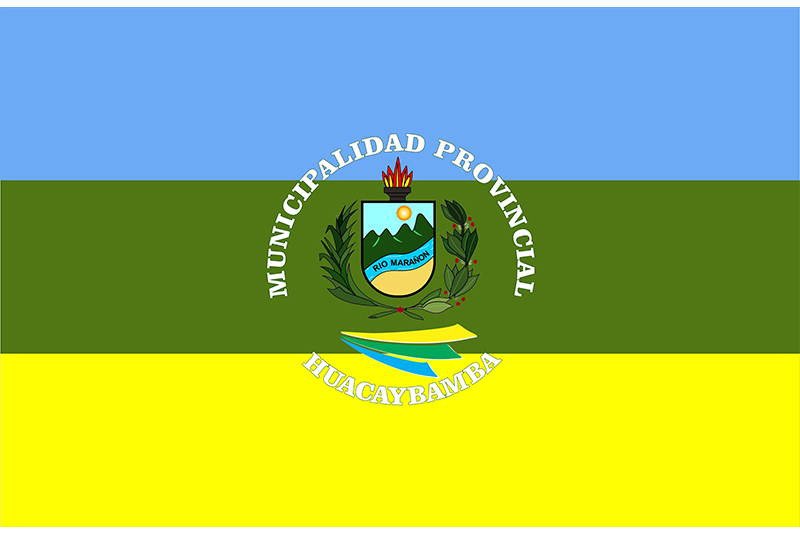
Bandera de la Provincia creada el 2 de febrero de 1999 en la Gestión 1999-2002 del alcalde Levis E. Valverde Espinoza.

Con Oficio n.º 0470-98/CTAR/DREH/CADEH, de fecha 9 de octubre de 1998, al alcalde de ese entonces, Flaubert Valverde Valenzuela, solicitando la confección de la bandera, desarrollo del escudo y musicalización del Himno. El cual fue derivado a la siguiente gestión con el alcalde Levis E. Valverde Espinoza, gestión municipal 1999-2002, realizándose solo la bandera y el escudo con fecha 2 de febrero de 1999, quedando pendiente la musicalización del himno. Es por ello que actualmente la provincia de Huacaybamba no cuenta con himno. La bandera está compuesta de tres colores: azul (representa al cielo), verde (representa a sus campos), amarillo (riqueza mineral). El escudo está compuesto por el cielo, sol, sus montañas, el río marañón y fondo amarillo que representa la riqueza mineral.

## Geografía

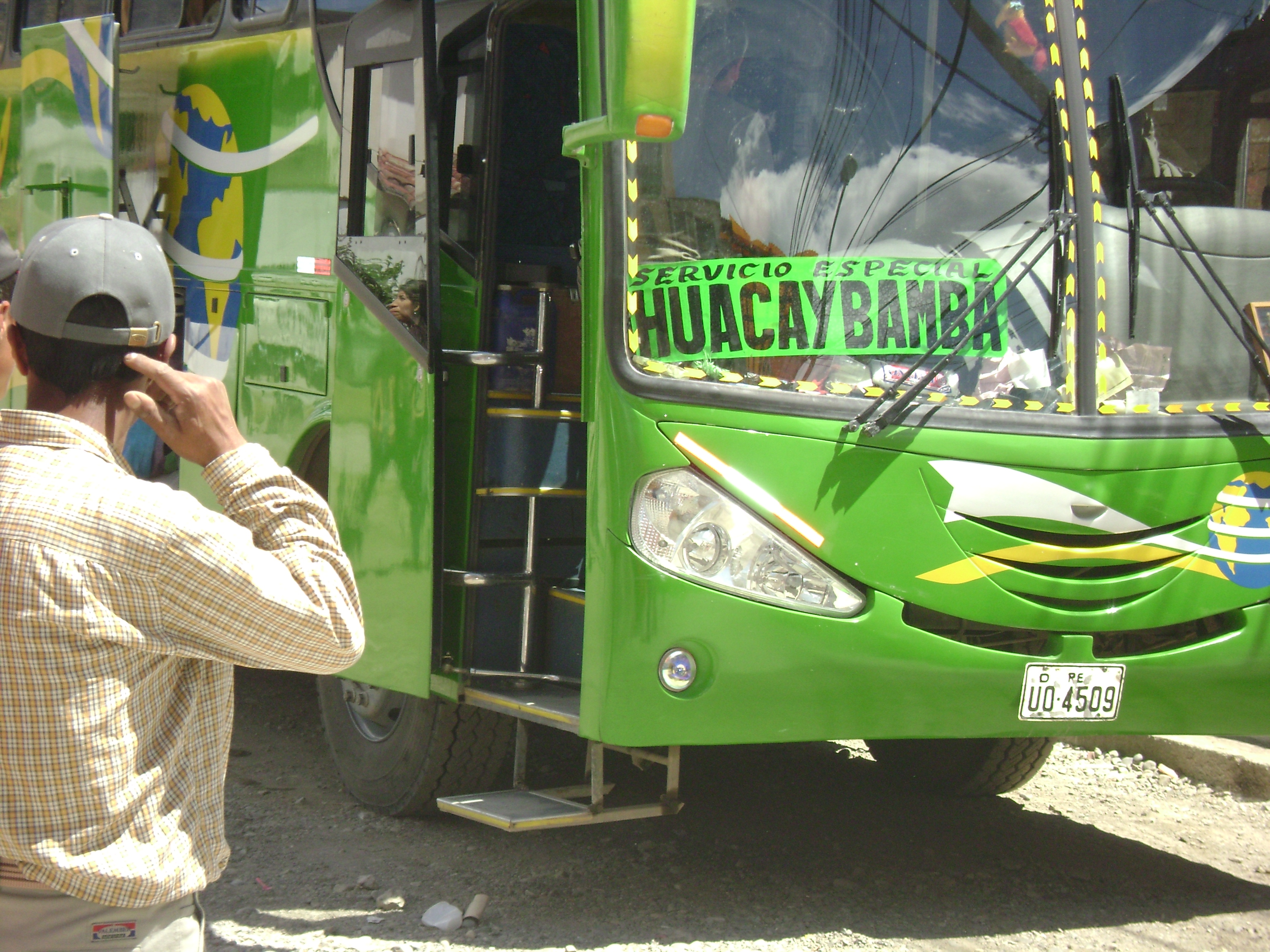
Bus a Huacaybamba desde la ciudad de Huaraz, departamento de Áncash

El relieve de la provincia es agreste. Con relación a su mineralogía, la conforman el Precámbrico, Cretáceo Inferior Marino Continental, Paleozoico Inferior Granodiorita Granito, Carbonífero Inferior Continental, Carbonífero Superior Pérmico y el Cretáceo Inferior Superior Volcánico Sedimentario. Se presenta un abrupto ascenso desde el cañón del río Marañón hasta la zona de puna de ocupa la banda central del departamento.  Esta zona alta se considera parte de la cordillera Central, y alberga gran cantidad de pequeñas lagunas, tales como el Añilcocha, Cinchaycocha, Chinchancocha, Chontagocha, Chuchococha, Gallococha, Huascacocha, Mama Cocha, Mancacocha, Marcagocha, Negrococha, Patara, Rambrash, Ruricocha, Succhacocha, Tablabamba, Tijeras, Torococha, Tsakicocha, Ushacocha, Yawarcocha y Yuragcocha.. A ambos lados de esta zona elevada discurren accidentados ríos y quebradas de trayecto corto que tributan al Marañón en la parte oeste y al Huallaga por la parte oriental; estos causes incluyen el Arancay, Camote, Carhuac, Chunki, Cuchara, Cullune, Huachag, Huanpash, Huarmiwillca, Isara, Jaujín, Pachachín Pasamuña, Pinra, Quillamarca, Racue, Rambrash, Santa Martha, Shiraca, Tranca y Yupán;
El territorio de la provincia de Huacaybamba ostenta nueve zonas de vida: el bosque seco montano bajo Tropical, bosque húmedo montano tropical, Bosque Húmedo Montano Bajo Tropical, Bosque muy Húmedo Montano Tropical, Páramo Pluvial Subalpino Tropical, Bosque Pluvial Montano Tropical, Páramo muy Húmedo Subalpino Tropical, Bosque Pluvial Montano Bajo Tropical y el Bosque Pluvial Pre-Montano Tropical. Se vislumbra los climas templado subhúmedo, seco y frío. Muestra cinco superficies forestales como el Matorral Subhúmedo, el Matorral Húmedo, Bosque Seco de los valles interandinos, Bosque Húmedo de Montañas, el Pajonal y una zona deforestada.

## División administrativa
La provincia tiene una extensión de 1743,70 km² y se divide en 4 distritos:
| Ubigeo | Distrito    | Capital                | Mapa de distritos de la prov. de Huacaybamba |
| ------ | ----------- | ---------------------- | -------------------------------------------- |
| 100403 | Cochabamba  | Cochabamba del Rosario |                                              |
| 100401 | Huacaybamba | Huacaybamba            |                                              |
| 100404 | Pinra       | Pinra                  |                                              |
| 100402 | Canchabamba | Canchabamba            |                                              |

## Capital
La capital de la provincia es la ciudad de Huacaybamba.

## Población
La provincia tiene una población aproximada de veinte mil habitantes.

## Autoridades

### Regionales
- Consejero regional
  - 2023-2026: Rafaél, CÉSPEDES GAMARRA   (Avanza País - Partido de Integración Social)

### Municipales
- 2023-2026[4]
  - Alcalde: Jainer, VILLAORDUÑA VALENZUELA (Avanza País - Partido de Integración Social)
  - Regidores:

  1. Arsenio Braulio, BENITES MALLA (Avanza País - Partido de Integración Social)
  2. Heraclia, VERAMENDI CERVANTES (Avanza País - Partido de Integración Social)
  3. Daniel Eliseo, DAGA VERAMENDI (Avanza País - Partido de Integración Social)
  4. Santa Aurelia, RODRÍGUEZ OLORTEGUI (Avanza País - Partido de Integración Social)
  5. Mirna Yovana, MEDRANO RAMOS (Huapri)

### Policiales
- Comisario: Teniente PNP Raúl Andrés Soto Castañeda

## Economía
Según el Ministerio de Agricultura y Riego (Minagri), la provincia de Huacaybamba, comprende una superficie agrícola de 12 346.52 ha, de las cuales 10 981.73 ha son para Tierra de Labranza, 514.76 ha son para Cultivos Permanentes y 850.03 ha son para Cultivos Asociados. Siendo la agricultura su principal actividad productiva en la provincia de Huacaybamba, existen sembrados de alfalfa, arvejas, calabaza, caña de azúcar, caigua, calabaza, cebada, cebolla, fríjol, garbanzos, haba, hortalizas, kiwicha, lima, limones, maíz perla, mashua, naranjas, numia, oca, olluco, pacay, paltas, papa, plátanos, papaya, quinua, tarwi, trigo y yuca; en esta actividad hay que reconocer las labores campesinas que se efectúan en la parte de la selva, donde suelen sembrar y cultivar.
La ganadería, es otra actividad importante de la provincia, donde se da la crianza de la alpaca, asno, caballo, cabra, carnero, cerdo, conejo, cuy, gallina, gallo, mula, pato, pavo, toro, vaca, etc. En la minería, se extrae el hierro, plata, cobre y el oro en polvo que se encuentran de los lavaderos de los ríos y riachuelos; existen yacimientos o canteras de minerales no metálicos en los cerros donde se extrae la arena, piedra caliza y el yeso. En la época colonial se fundieron estos agraciados minerales y aún permanecen los restos de los fogones de licuefacción. Una tropa de técnicos extranjeros han ubicado petróleo a las márgenes del río Marañón, en el lugar llamado Ucush. En el comercio se caracterizan por la venta de: bayetas, calzados, ceramios, frutas, lana, ponchos, ollas, sombreros, tejas, etc. Existen dentro de la convivencia de la población muchos artesanos, herreros, carpinteros, comerciantes, profesionales liberales, que constituyen el otro conjunto de trabajadores de esta extraordinaria provincia de la sierra huanuqueña. Algunos se consagran en pequeños niveles a la caza, pesca, fabricantes de tejas, albañiles, balseros en el Marañón, etc.

## Vías de comunicación
Las vías de transporte y de integración en la provincia de Huacaybamba son mediante las trochas carrozables, autovías semiafirmadas y otras rodaduras están por nacer; siendo el recorrido de 293 km por vía afirmada desde la ciudad Huánuco hasta la capital de la provincia. Su ingreso es por una carretera semiafirmada, desde el pueblo de Arancay (Huamalíes) hasta llegar al pueblo de Cochabamba; la ruta que sigue es afirmada llegando a la capital provincial con una distancia de 16 km, y continuando a 15 km está el poblado de Pinra. En la villa de Huacaybamba en la mano izquierda hay otra vía afirmada que se conecta con el puente Copuna sobre el río Marañón que tiene como enlace el pueblo de Llamellín (A. Raymondi, Áncash). Del pueblo de Pinra continua una carretera sin afirmar con dos direcciones, por la izquierda a 11 km está el pueblo de Canchabamba, y por la derecha con el pueblo de Upagollpa (Marañón).

## Turismo

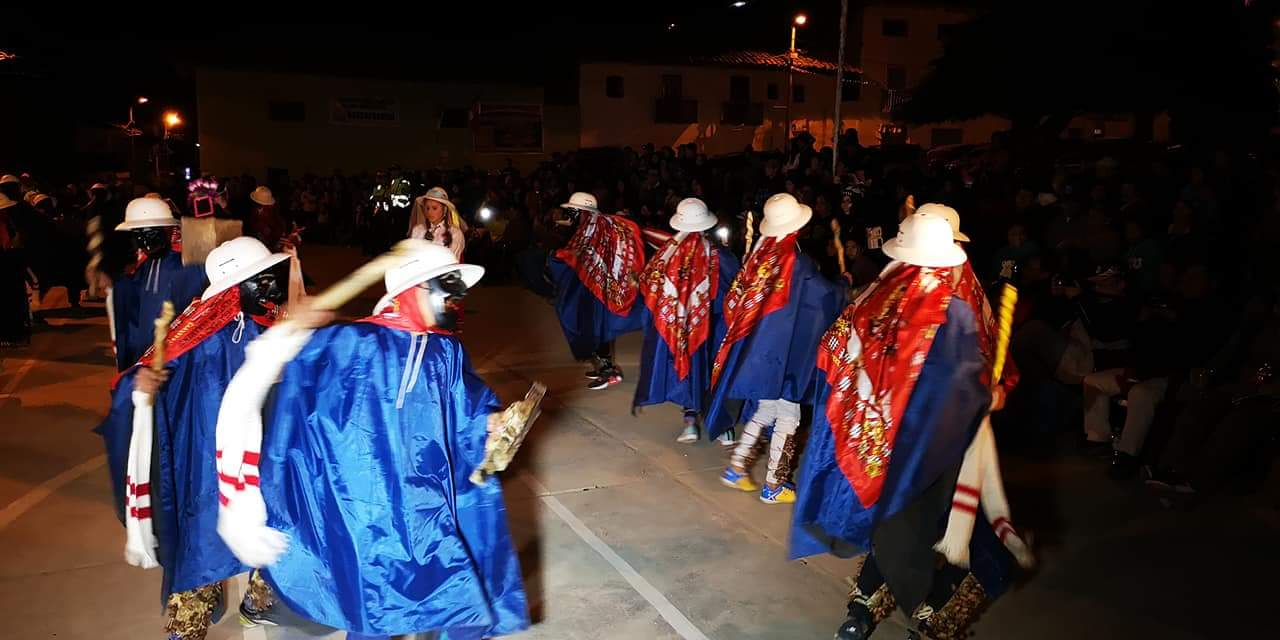
Danza de los zambos de víspera, originaria de la provincia de Huacaybamba.

Se halla al noroeste del departamento, casi en los límites con Áncash y separada por río Marañón. Es una provincia enteramente agrícola y está entre las más pobres de Huánuco, pero su gran cantidad de lagunas constituyen uno de sus atractivos naturales, entre ellas la de Chinchancocha, Tablabamba, Tijeras, Mamancocha y de Huascacocha. También manifestaciones arquitectónicas preincaicas como la de Tinyash, Ama Jirca, Marca Marca, etc. De interés turístico son también el valle de Ollas, con nutrido intercambio comercial de uno y otro lado del río Marañón, a través de balsas; el río Pinra, cuyas aguas han servido para la construcción de una planta hidroeléctrica.

## Galería
- Wikimedia Commons alberga una categoría multimedia sobre Provincia de Huacaybamba.